# Xplicitos
Xplicitos es un grupo de hip hop proveniente de la ciudad de Medellín (Colombia). Fue formado en 2001 y han ganado reconocimiento gracias a su estilo con líricas claras y precisas, por haber participado en el Festival Internacional Altavoz en la edición 2017 y por su participación en otros trabajos discográficos de la escena del rap colombiano como Métrico (Entre poetas y escritos), Unión Estratégica (Sinergia), Korte Arkana (Entre la realidad y la ficción), Lenguaje Lirical (Gracias a la vida), Barriología (Manifiesto contra el silencio), entre otros.

## Historia
Tr3s H y Gelo Arroyave ya eran MCs desde los finales de los 90, pero en el 2001 se unen para crear una propuesta musical dotada de una diversidad de formas y de composiciones que se reflejan en las líricas explícitas que identifican a esta agrupación.
Enfocados siempre en la precisión de sus rimas el buen estilo (flow) y la claridad en sus letras, Xplicitos busca enaltecer el rap colombiano en sus producciones con una "visión crítica de la sociedad orientada en esas realidades que afectan nuestro entorno, pero al mismo tiempo se hace énfasis al sabor y a la soltura que caracteriza a la población latina".
Xplicitos difunde originalidad, versatilidad y elocuencia en cada una de sus canciones con el objetivo de atraer más público joven y generar una recordación positiva entre los oyentes. Buscan obtener reconocimiento como grupo y convertirse en una marca de referencia en la escena de hip-hop colombiano y de Latinoamérica.

## Discografía

### Álbumes
- No son simples palabras (2002 - 2004)
- Estilo fáctico (2005 - 2006)
- Pon cuidado (2007 – 2008)
- Antagonistas (2010 - 2011)
- Fluye letal (2012)
- La xelecta (2014)[5][6]
- Buen provecho (2015)
- Fuerte disciplina (2017)

### Sencillos
- Te Debo La Sonrisa (2011)
- Maldito Precio (2011)
- Alto Asalto (2012)
- Fluye Letal (2012)
- Santa Diabla (2012)
- Besos de Adrenalina (2014)
- Por lo Alto (2021)

### Colaboraciones
- La Conquista (con Métrico, 2007)
- Conspiración por la paz (con Varios artistas, 2011)
- Slow Motion (con Jr Ruiz, 2020)
- Única (con Ryan Castro, 2020)